# ISO 3166-2:BL
Die zur Kennzeichnung geografischer Einheiten dienende Liste der ISO 3166-2-Codes für die Insel Saint-Barthélemy enthält ausschließlich den Code für die Insel Saint-Barthélemy. Es existieren keine weiteren Unterteilungen.

Dieser Code besteht nur aus einem Teil. Dieser gibt den Code gemäß ISO 3166-1 (für die Insel Saint-Barthélemy BL) wieder.
Die aktuellen Codes stehen auf der Seite der ISO unter #iso:code:3166:BL zur Verfügung.

Saint-Barthélemy ist auch unter dem Code FR-BL für Frankreich aufgenommen.